# 曲拉通X-100
曲拉通X-100（英語：Triton X-100，C
14H
22O(C
2H
4O)n）是一种非离子型表面活性剂，带有一个親水性的聚乙二醇链（n常为9或10）和一个親脂性的烃基基团（4-(1,1,3,3-四甲基丁基)-苯基基团）。曲拉通X-100和辛基苯基-聚乙二醇（IGEPAL CA-630）或从前的乙基苯基聚乙二醇（Nonidet P-40）非常类似。